# Tiroloscia apenninorum
Tiroloscia apenninorum är en kräftdjursart som först beskrevs av Karl Wilhelm Verhoeff 1908C.  Tiroloscia apenninorum ingår i släktet Tiroloscia och familjen Philosciidae. Inga underarter finns listade i Catalogue of Life.